# Горно-Алтайск
Го́рно-Алта́йск (алт. Горно-Алтайск, Улалу; до 1932 года — Улала, в 1932—1948 годах — Ойрот-Тура) — город на юге Западной Сибири России, столица и единственный город Республики Алтай.
Образует городской округ город Горно-Алтайск.

## Этимология
Город возник как село в устье реки Улалушки (алт. Улула, где -улу — «большой», -ла суффикс обладания), получившее название «Улала» от этого гидронима.
С образованием в 1922 году Ойротской автономной области село Улала становится её центром, в 1928 году получило статус города.
В последующие два десятилетия город Улала дважды менял своё наименование. Постановлением Президиума ВЦИК СССР от 17 июня (4 июля) 1932 года город был переименован в «Ойрот-Тура» — «город ойротов» (ойроты — этноним, тура — «город»). В 1948 году в связи с уточнением этнического названия основного населения области (алтайцы вместо ойротов), автономная область была переименована в Горно-Алтайскую, а город Ойрот-Тура — соответственно в Горно-Алтайск. После 1948 года название города не менялось.

## История
История города восходит к началу XIX века, тогда на месте современного Горно-Алтайска находилось небольшое поселение телеутов.
В 1824 году из Бийска сюда переехали первые русские поселенцы и основали село Улала. Дальнейшее его развитие было тесно связано с работой Алтайской духовной миссии. В 1831 году в Улале начинает работу главный стан, здесь собираются миссионеры и священнослужители. Позднее в село переезжают некоторые бийские купцы. За несколько десятилетий оно превратилось в крупный торговый центр Бийского уезда Томской губернии.
В феврале 1918 года в Улале избран совет крестьянских и солдатских депутатов. Первым председателем совета стал И. И. Некоряков.
14 июля село занял белогвардейский отряд капитана Сатунина. 30 декабря 1918 года был образован Каракорумский уезд с центром в Улале.
Советская власть была восстановлена 18 декабря 1919 года, когда партизанский отряд Ф. И. Усольцева занял село.
После Гражданской войны была образована Ойратская автономная область. Декретом ВЦИК от 2 июня 1922 года административным центром новой области было провозглашено село Улала. Через 6 лет постановлением Президиума ВЦИК XIII созыва (протокол № 45) от 27 февраля 1928 года населённый пункт Улала был преобразован в город.
Археолог Алексей Окладников 5 июля 1961 года на левом берегу реки Улалушки на склонах гор, окружающих город, на старом кладбище на Улалинском хребте нашёл несколько камней (галек), после чего стал настаивать на принадлежности их к человеческим орудиям труда. После раскопок 1976 и 1981 годов он заявил, что возраст Улалинки находится в диапазоне от 1,5 млн до 150 тыс. лет. Вот что писал он об этом открытии: «Судя по примитивности техники обработки камня и грубости орудий, они изготовлены в подлинно первобытное время, когда на земле жил яванский питекантроп, „обезьяночеловек прямоходящий“, а также другие близкие к нему наши предки. Таких, которых принято называть „архантропы“. Словом, нашим горно-алтайским находкам не менее 150—200 тысяч лет, где-то в промежутке между двумя оледенениями. Историкам Сибири есть от чего испытать волнение: самые ранние, известные до сих пор остатки человеческой деятельности в Сибири имели возраст 21 000 лет». Однако, никто из археологов кроме его ученика А. Деревянко, не смог обнаружить ни одного предмета, обработка которого была бы бесспорно сделана именно человеком. По мнению учёного, так называемые артефакты с таких стоянок как «Улалинка», «Филимошки» и «Кумары I» являются продуктами природных сил (геофактами), а не обработанными человеком орудиями.
Столица Горно-Алтайской АССР (1990—1991), Горно-Алтайской ССР (1991—1992), Республики Горный Алтай (8 февраля — 7 мая 1992), с 7 мая 1992 — Республики Алтай. С 2005 — центр одноимённого городского округа.
До 2010 года Горно-Алтайск имел статус исторического поселения, однако в соответствии с приказом министерства культуры России и министерства регионального развития России от 29 июля 2010 года № 418/339 город исключён из соответствующего перечня.

## Физико-географическая характеристика
Географическое положение
Расположен в северо-западной части Алтайских гор, в межгорной котловине в окружении невысоких вершин на высоте 270—305 м над уровнем моря, в месте слияния рек Улалушки и Маймы, которые впадают в реку Катунь примерно в 250 километрах к северу от горы Белухи, высшей точки Алтая и Сибири.
Расстояние от Горно-Алтайска до Москвы 3641 км, до ближайшей железнодорожной станции Бийск Западно-Сибирской железной дороги 100 км.

### Климат
Климат резко континентальный. Летом температура может варьироваться от +13…+20 до +30…+35 °C , также случаются большие суточные амплитуды температуры. Пик гроз приходится на июль, в августе он резко спадает.
- Абсолютный максимум температуры: +40,3 °С
- Абсолютный минимум температуры: −48,6 °С[14].

| Показатель                                                | Янв.  | Фев.  | Март | Апр. | Май  | Июнь | Июль | Авг. | Сен. | Окт. | Нояб. | Дек.  | Год |
| --------------------------------------------------------- | ----- | ----- | ---- | ---- | ---- | ---- | ---- | ---- | ---- | ---- | ----- | ----- | --- |
| Средняя температура, °C                                   | −13,7 | −12,3 | −5,7 | 4,1  | 12,2 | 16,4 | 18,9 | 16,6 | 10,6 | 3,8  | −5,5  | −11,4 | 2,8 |
| Норма осадков, мм                                         | 22    | 22    | 29   | 59   | 81   | 97   | 109  | 96   | 78   | 58   | 44    | 36    | 731 |
| Источник: метеостанция «Кызыл-Озёк» (ближайшая к городу). |       |       |      |      |      |      |      |      |      |      |       |       |     |

### Часовой пояс
Горно-Алтайск находится в часовой зоне МСК+4. Смещение применяемого времени относительно UTC составляет +7:00.
В соответствии с применяемым временем и географической долготой средний солнечный полдень в Горно-Алтайске наступает в 13:16.

## Население
| 1926    | 1931    | 1933    | 1939    | 1959    | 1962    | 1967    | 1970    | 1973    |
| ------- | ------- | ------- | ------- | ------- | ------- | ------- | ------- | ------- |
| 5691    | ↗8471   | ↗11 763 | ↗24 045 | ↗27 534 | ↗29 000 | ↗32 000 | ↗34 413 | ↗37 000 |
| 1979    | 1989    | 1992    | 1996    | 2000    | 2001    | 2002    | 2003    | 2005    |
| ↗40 296 | ↗46 436 | ↗47 800 | ↗48 300 | ↗52 200 | ↗53 100 | ↗53 538 | ↘53 500 | ↘52 800 |
| 2006    | 2007    | 2008    | 2009    | 2010    | 2011    | 2012    | 2013    | 2014    |
| ↗53 100 | ↗53 700 | ↗54 314 | ↗55 180 | ↗56 933 | ↗59 720 | →59 720 | ↗60 828 | ↗61 420 |
| 2015    | 2016    | 2017    | 2018    | 2019    | 2020    | 2021    | 2022    | 2023    |
| ↗62 309 | ↗62 861 | ↗63 295 | ↘63 214 | ↗63 845 | ↗64 464 | ↗65 342 | ↗65 363 | ↘64 957 |
| 2024    | 2025    |         |         |         |         |         |         |         |
| ↘64 508 | ↘63 848 |         |         |         |         |         |         |         |

На 1 января 2025 года по численности населения город находился на 250-м месте из 1124 городов Российской Федерации.
По данным Всероссийской переписи населения 2021 года:
| Народ   | Численность, чел. | Доля от всего населения, % |
| ------- | ----------------- | -------------------------- |
| русские | 36 785            | 56,3 %                     |
| алтайцы | 16 876            | 25,83 %                    |
| казахи  | 1 934             | 2,96 %                     |
| другие  | 9 747             | 14,92 %                    |
| всего   | 65 342            | 100,00 %                   |

Население Горно-Алтайска на 2025 год составляет: 63 848 человек.

## Статус и управление

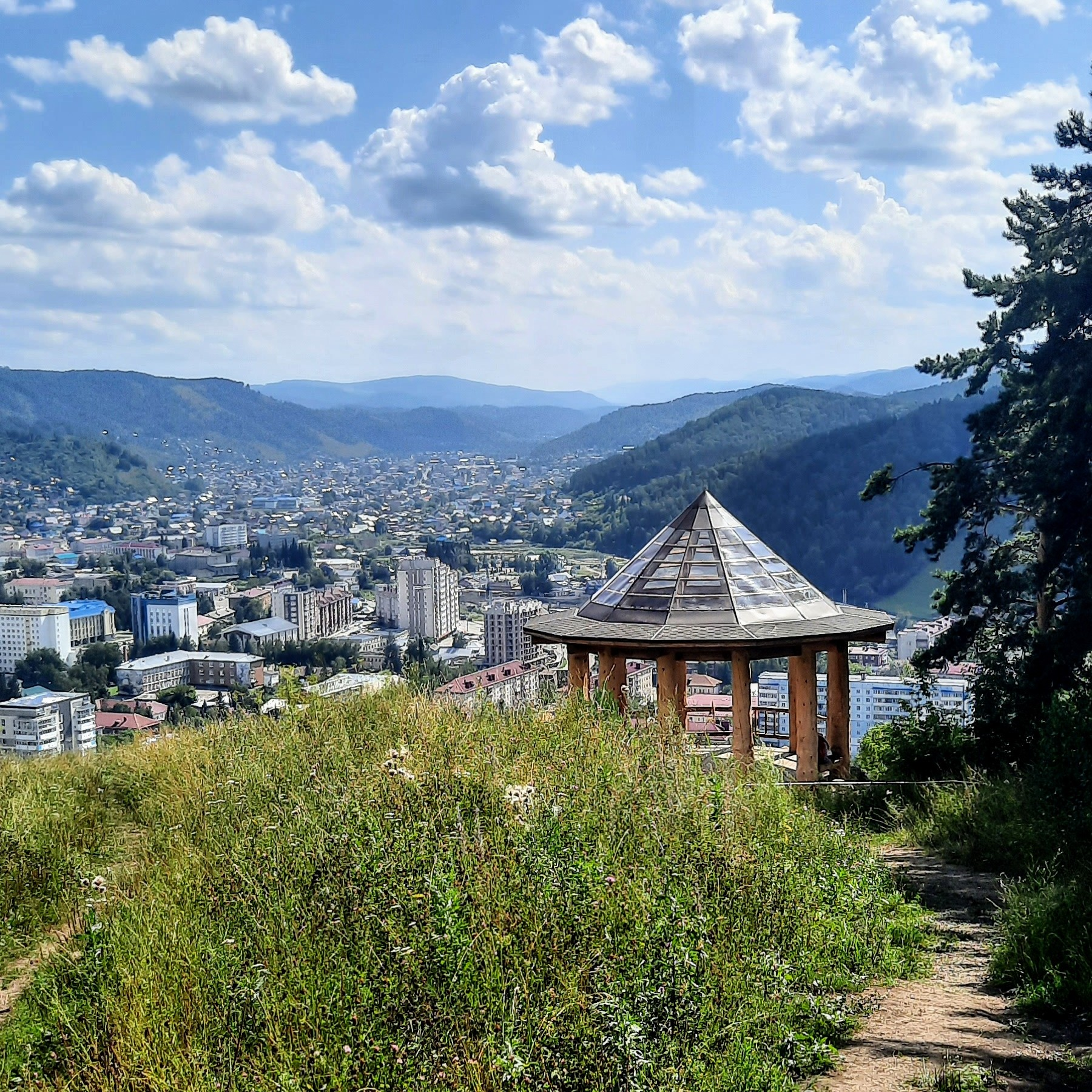
Горно-Алтайск с обзорной площадки на горе Тугая

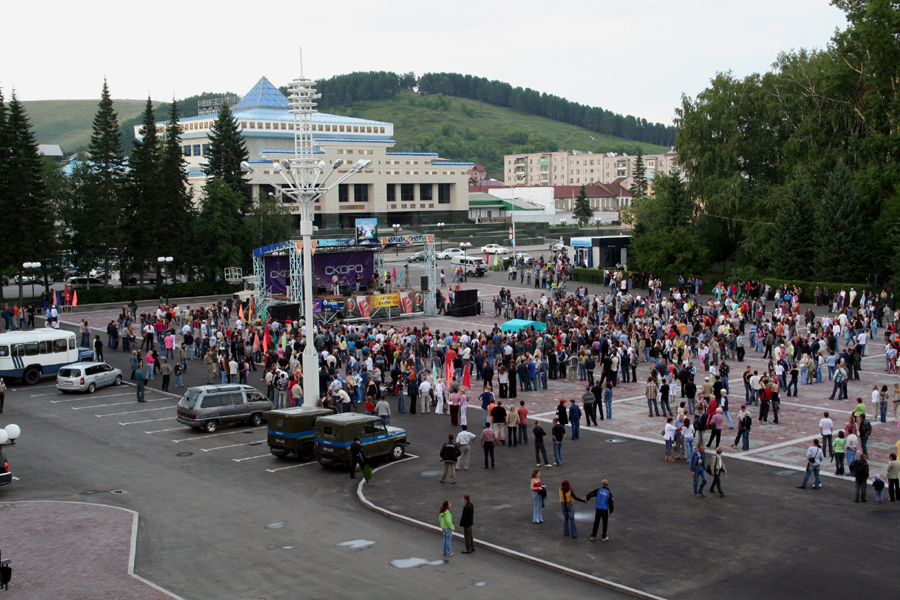
Театральная площадь в Горно-Алтайске

В рамках административно-территориального устройства Республики Алтай, является городом республиканского значения. В рамках муниципального устройства образует городской округ город Горно-Алтайск. Город — ядро Горно-Алтайской агломерации.
Органы власти
В Горно-Алтайске функционируют республиканские и федеральные органы государственной власти: Правительство Республики Алтай, Государственное Собрание — Эл Курултай Республики Алтай, органы исполнительной власти Республики Алтай, главный федеральный инспектор по Республике Алтай аппарата полномочного представителя Президента Российской Федерации в Сибирском федеральном округе, Верховный суд Республики Алтай, Арбитражный суд Республики Алтай, Горно-Алтайский городской суд, прокуратура Республики Алтай, прокуратура города Горно-Алтайска, органы местного самоуправления (администрация и совет депутатов городского округа). Расположены редакции ведущих республиканских газет «Листок», «Звезда Алтая» и «Алтайдын Чолмоны», филиал ВГТРК ГТРК «Горный Алтай».
Местное самоуправление
Структуру органов местного самоуправления города (городского округа) составляют:
1. Горно-Алтайский городской Совет депутатов — выборный представительный орган местного самоуправления (муниципального образования);
2. Мэр города Горно-Алтайска — глава муниципального образования;
3. Администрация города Горно-Алтайска — исполнительно-распорядительный орган местного самоуправления (муниципального образования);
4. Контрольно-счётный орган муниципального образования «Город Горно-Алтайск» — Контрольно-счётная палата города Горно-Алтайска.

Председатели городского Совета депутатов, мэры города
- с марта 2012 года — Юрий Викторович Нечаев
- 20.02.1992-27.12.2005 — Виктор Александрович Облогин
- 1.01.2006-16.03.2012 — Юрий Александрович Шевченко
- с 29 сентября 2017 — Юрий Викторович Нечаев

Главы администрации
- Ольга Александровна Сафронова.

## Градостроительство и архитектура
С 1935 года в Ойрот-Туре начались преобразования и изменения в градостроительстве: было начато строительство Дома Советов, стадиона «Спартак», Дома специалистов (первый благоустроенный дом в Ойрот-Туре, сдан в эксплуатацию в 1936 году). Градостроительный план предусматривал разбивку сквера на площади перед обкомом, бульвара по Ойротской улице, озеленение территории областной больницы и берегов реки Улалушки.
В 1936 году заложен фундамент школы № 6 и кинотеатра, возводится корпус нового здания педучилища (ныне старый корпус госуниверситета) и кинотеатра им. М. Горького, строятся корпуса мясокомбината и мебельной фабрики.
В разные годы появляются один за другим новые здания: городской администрации (1969 год), Государственного Собрания — Эл Курултая Республики Алтай и избирательной комиссии Республики Алтай (апрель 1985 года, бывший обком КПСС). Дворец правосудия, корпус арбитражного суда, кадастровая палата Республики Алтай, городской дом культуры, кинотеатр «Голубой Алтай». Торговые центры «Байтерек», «Панорама», «Весна», «Ткацкий», «Горный». Построен ещё один стадион — «Динамо».
Самой длинной улицей в городе стал Коммунистический проспект, который на два километра длиннее Невского проспекта в Санкт-Петербурге (до 1961 года назывался проспектом Сталина).
Между Коммунистическим проспектом и улицей Чорос-Гуркина располагается площадь Ленина (центральная и самая большая площадь в городе (5283 м²), кроме неё имеются площади у памятника Г. И. Гуркина и у городского дома культуры возле памятника павших борцов). На площади 7 ноября 1958 года был установлен памятник В. И. Ленину в бронзе (отлит в Ленинграде). Авторы: скульпторы Т. Мамедов и О. Эльдаров. Высота памятника с постаментом 11 метров. Такой же памятник был установлен в Риге, но его демонтировали после 1991 года, поэтому художественное исполнение памятника В. И. Ленину на сегодня единственное в России.

## Экономика и инвестиции
До начала 1990-х годов в городе работали гардино-тюлевая, мебельная, обувная, ткацкая, швейная фабрики, завод по производству электробытовых приборов. В данное время помещения производств используются как торговые центры. К 2010-м годам в городе остался работать только завод железобетонных изделий.
По состоянию на начало 2010 годов доходы города на 60 % формируются главным образом за счёт налога на доходы физических лиц. Среди приоритетных отраслей для инвестиций администрация города выделяет туризм (строительство объектов гостиничного, ресторанного, оздоровительного, развлекательного направления, бытового обслуживания и торговли) и сопутствующие ему предприятия (выпуск сувенирной продукции, выпуск туристического снаряжения). В рамках этой деятельности начато развитие муниципальной туристско-рекреационной зоны с центром в урочище Еланда, построен водоём с площадью зеркала 2 га, планируется развитие инфраструктуры отдыха и туризма, горнолыжного спорта, отелей, кемпингов, базы конного туризма. Планируется создание круглогодичного туристического и спортивного центра с развитой инфраструктурой: планируется постройка сети подъёмников, трассы для конного спорта и горных велосипедов. На вершинах гор, окружающих город, планируется построить обзорные площадки с местами для отдыха. В перспективе с горы Тугаи на гору Комсомольскую планируется проложить канатную дорогу, оснастить горнолыжные спуски специальным оборудованием для искусственного оснеживания. После завершения строительства объектов туристско-рекреационной зоны их пропускная способность составит не менее 10 тыс. человек одновременно. В 2011 году количество туристов и отдыхающих выросло по сравнению с 2010 годом на 20 %, потенциал увеличения турпотока увеличился в 2,5 раза — до 2,4 млн человек в год, это более чем в 10 раз больше всего населения Республики Алтай.
В ноябре 2011 года после долгой реконструкции открылся аэропорт Горно-Алтайск, что сделало город доступнее для туристов и отдыхающих. Уже много лет муссируется вопрос о строительстве железнодорожной ветки Бийск-Горно-Алтайск.
За 2012 год в городе введено 38,3 тыс. м² жилья (семь многоэтажных домов и 531 индивидуальных жилых дома). В 2010—2011 годы возведено два десятиэтажных жилых дома, в 2009—2012 годы открыто несколько детских садов на 500 мест.
С 2008 года ведётся интенсивная газификация, построено более 70 км сетей высокого, среднего и низкого давления. 36 котельных переведено на природный газ. В 2012 году введены в строй четыре муниципальные котельные общей мощностью 32,4 МВт. Стоимость работ составила более 138 млн рублей.
В городе действует 30 гостиниц и 14 предприятий в сфере туризма.
В 2011 году Горно-Алтайск получил золотую медаль Всероссийского конкурса «Чистый город-2011», в 2012 году — премию международных экологов Global Brando Award и первое место среди средних муниципальных образований во Всероссийском конкурсе «Самый чистый город России».
Транспорт
В 1935 году был построен небольшой аэродром в Майме, с которого взлетел первый пассажирский самолёт «АИР-6», на борту которого находились 2 пассажира. Первая пассажирская авиалиния действовала по маршруту Ойрот-Тура — Барнаул — Новосибирск. Воздушное сообщение сегодня осуществляется через аэропорт Горно-Алтайск. В 2011 году аэропорт был реконструирован и открыт после длительного перерыва. По состоянию на 2020 год аэропорт почти эксклюзивно обслуживает внутренние рейсы, в частности, в Москву.
Основным пассажирским транспортом в Горно-Алтайске являются автобусы. Существующая сеть регулярных пассажирских перевозок включает 36 маршрутов городского и пригородного сообщения. В основном город обслуживается автобусами производства Павловского автобусного завода.
Ближайшая железнодорожная станция находится в городе Бийске в 100 км от Горно-Алтайска.

## Наука и образование
В городе функционирует Горно-Алтайский государственный университет. Он включает в себя 7 факультетов и колледж. В числе профессиональных образовательных организаций аграрный колледж при Горно-Алтайском государственном университете, политехнический колледж, педагогический колледж, медицинский колледж, колледж культуры и искусства и др.
В сфере науки работают Горно-Алтайский государственный университет и Институт алтаистики им. С. С. Суразакова. Имеются организации, представляющие Сибирское отделение Российской академии наук: Горно-Алтайский филиал ИВЭП СО РАН, Горно-Алтайский научно-исследовательский институт сельского хозяйства, Горно-Алтайский ботанический сад (филиал ЦСБС СО РАН).

## Культура

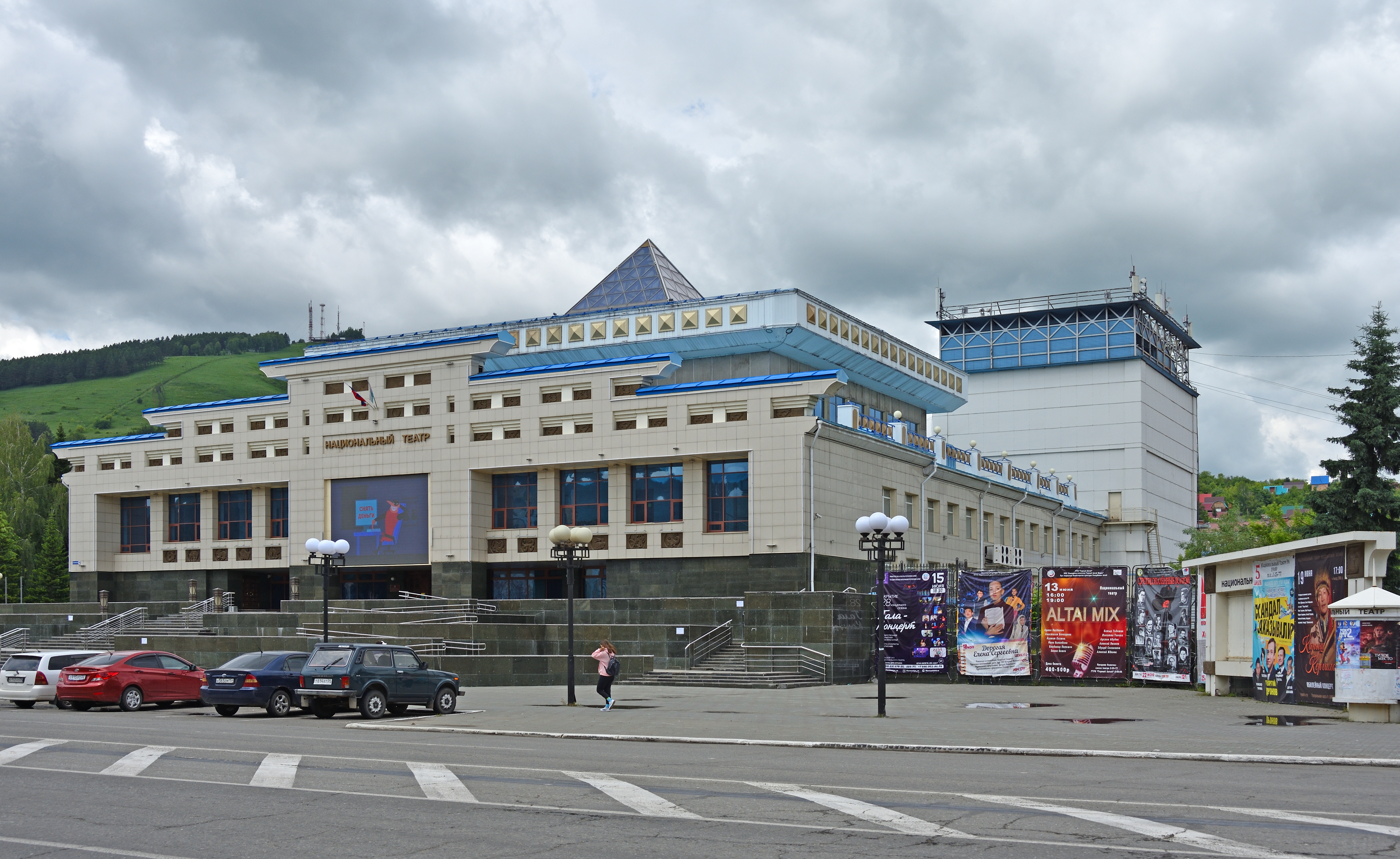
Национальный драматический театр имени П. В. Кучияка

- В апреле 1936 года было подписано Постановление Ойротского облисполкома о создании национальной театральной студии, которая позже выросла в «Национальный драматический театр имени П. В. Кучияка». После многочисленных реорганизаций, он получил наименование областного драматического Национального театра Республики Алтай им. П. В. Кучияка (открыт 17 августа 1971 года). В 1977 году труппа перешла в новое здание. В 2008 году театру присвоено имя первого драматурга-алтайца — Павла Васильевича Кучияка. За 32 года сыграно более 182 постановок, среди них спектакли по произведениям русских и зарубежных классиков. Основной особенностью театра является его самобытность. Стараясь сохранить язык и обычаи народов, населяющих Алтай, постановки базируются на творчестве алтайский авторов. Особую роль в сохранении традиций и языка алтайского народа играет именно этот театр. Драматические произведения, составляющие основу для спектаклей, учитывают национальную самобытность алтайцев. Немалая роль в постановках театра отдана сказкам, многие из них созданы по ойротскому эпосу[60].
- Государственный национальный театр танца и песни «Алтам»
- Национальный музей Республики Алтай имени А. В. Анохина, в котором хранится мумия Алтайской принцессы с плато Укок[61].
- Государственная филармония работает с 1986 года. Началом работы филармонии считают концертную деятельность творческих коллективов. Она работает с 1962 года, когда Горно-Алтайский облисполком принял решение о создании областной национальной концертной группы[62].
- Государственный оркестр Республики Алтай
- Национальная библиотека Республики Алтай имени М. В. Чевалкова[63].
- Городской дом культуры, в котором работают творческие коллективы «Синегорье», «Ойойым», «Раздолье», «Декаданс», «Глория», «Беловодье», «Радуница», «Наурыз». Регулярно проводятся национальные праздники Масленица, Наурыз, Чага-Байрам. Последний праздник «Эл-Ойын» получил с февраля 2013 года статус республиканского празднования[64].
- Дом культуры
- Национальная библиотека имени М. В. Чевалкова
- Республиканская детская библиотека
- Городская библиотечная система
- Центр народного творчества

## Религия

Покровская церковь в 2001 году

Действуют православные храмы: Покровский, Свято-Макарьевский (главный храм города), Серафима Саровского и Преображенский (освящён 25 октября 1990 года), деревянный старообрядческий храм во имя Смоленской иконы пресвятой Богородицы Одигитрии (строительство начато в 2016, освящён 18 июня 2023) (РПСЦ), мечеть с медресе и буддийский дацан (заложен в июле 2003 г., открыт в 2010 г.).

## Телевидение и радиовещание
Телевидение
- ФГУП ВГТРК ГТРК «Горный Алтай»
- 4 МВ «Первый канал»;
- 7 МВ «Россия 1» / «ГТРК Горный Алтай»;
- 8 МВ «НТВ»;
- 11 МВ «ТНТ»;
- 24 ДМВ Первый мультиплекс цифрового телевидения России;
- 26 ДМВ «Россия К»;
- 28 ДМВ «Пятый канал»;
- 31 ДМВ «Матч ТВ»;
- 32 ДМВ Второй мультиплекс цифрового телевидения России;

Радиовещание
- 0,279 АМ «Радио России» / «ГТРК Горный Алтай»; (Молчит)
- 67,22 УКВ «Радио России» / «ГТРК Горный Алтай»; (Молчит)
- 69,32 УКВ «Радио Маяк»; (Молчит)
- 71,00 УКВ «Радио Мега Плюс»; (Молчит)
- 100,6 МГц «Радио Искатель»;
- 102,2 МГц «Радио Дача»
- 102,8 МГц «Авторадио»;
- 103,4 МГц «Дорожное радио»;
- 104,2 МГц «Радио Маяк»
- 105,0 МГц «Радио России» / «ГТРК Горный Алтай»;
- 105,5 МГц «Радио Пи FM»;
- 106,0 МГц «DFM»;
- 106,4 МГц «Европа Плюс».

## Галерея

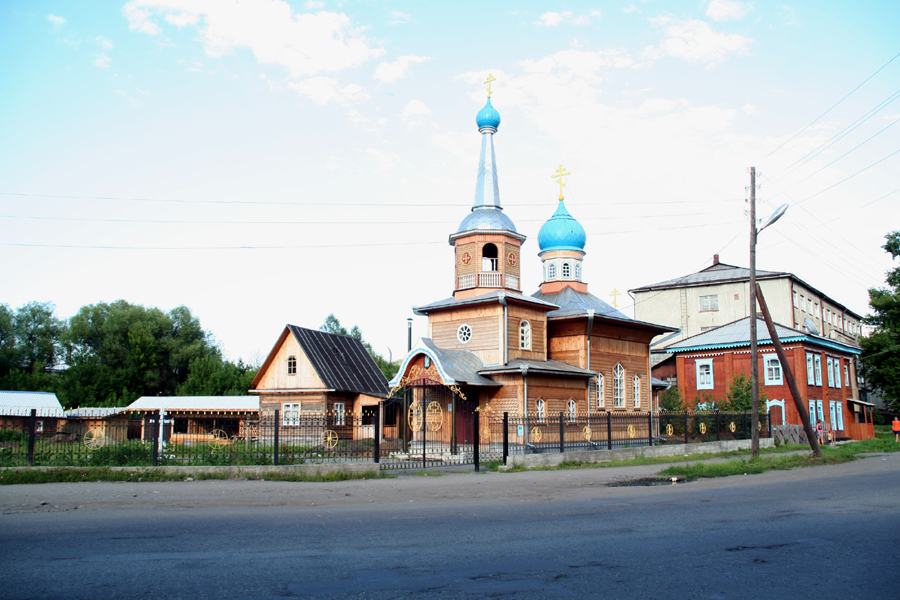
Храм Покрова Пресвятой Богородицы
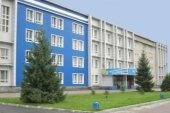
Горно-Алтайский государственный университет
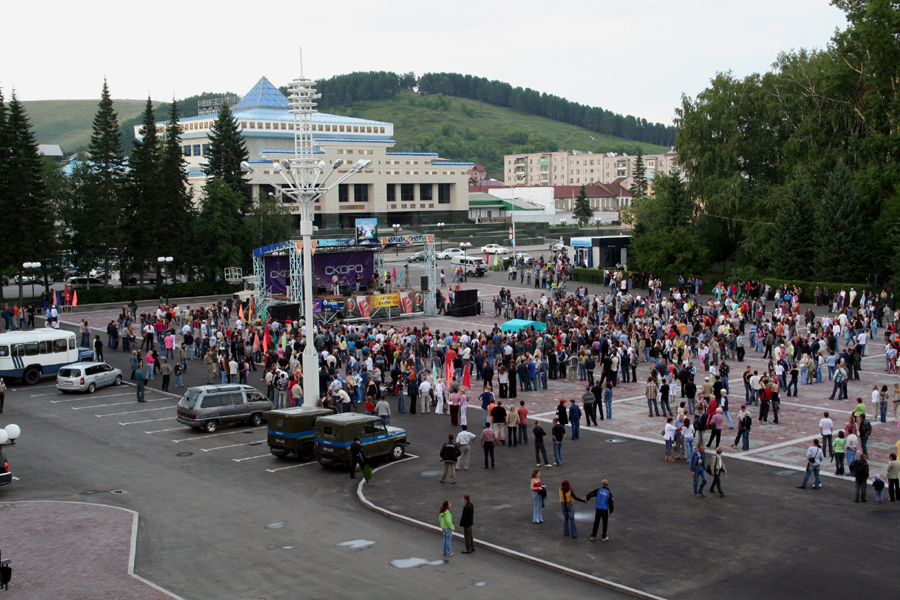
Празднование 250-летия вхождения Алтая в состав России на площади им. В. И. Ленина
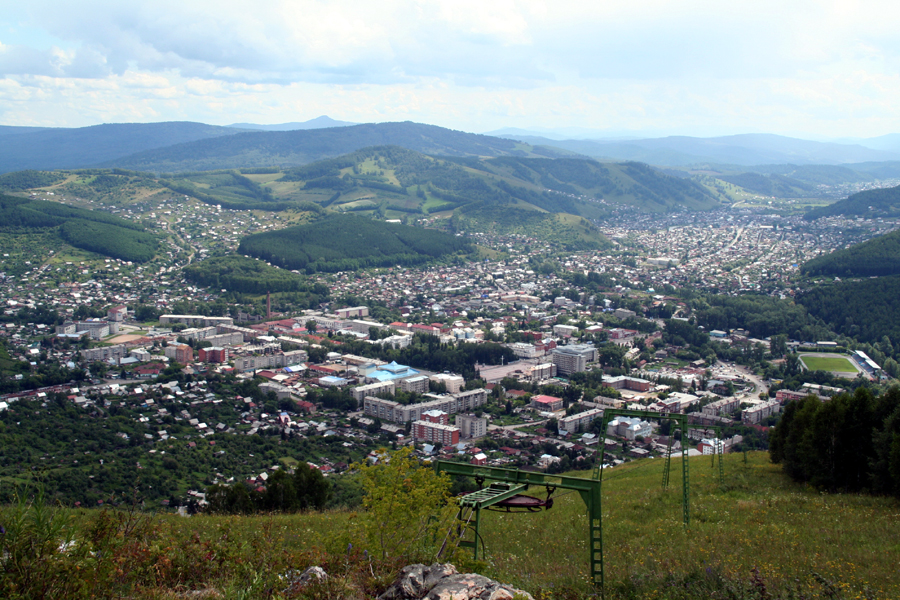
Панорама Горно-Алтайска, вид с горы Тугая